# Синагога (Синьовидсько Вижнє)
Синагога Верхнього Синьовидного (до 1946 року Синьовидсько Вижнє), дата якої виникнення не відома, була знищена німцями після захоплення міста під час Другої світової війни. Після війни не відбудована, в даний час не існує.